# Premier Maître de Lecceto
Le Premier Maître de Lecceto (en italien : Primo Maestro di Lecceto) désigne un maître anonyme, un peintre italien actif au cours des premières années du Quattrocento à Sienne et dans ses environs.
Il peut être confondu avec un autre maître anonyme le Maître de Lecceto, lui aussi actif au XVe siècle dans le territoire siennois.

## Biographie
La dénomination de cet artiste provient du chantier de l'Ermitage de Lecceto (it), près de Sienne, où l'on estime que se soit formé ce maître anonyme. Certains critiques d'art considèrent qu'il s'agirait de Pietro di Ruffolo.

## Œuvres
Parmi les œuvres qui lui sont attribuées figurent :
- Vierge à l'Enfant, saint Julien et saint Donat évêque, triptyque, conservé au Museo archeologico e della Collegiata de Casole d'Elsa,
- Saint Sébastien, conservé au Museo d'arte sacra d'Asciano.
- La Vierge à l'Enfant couronnée par deux anges, attribuée nominativement à Pietro di Ruffolo, musée du Petit Palais, Avignon[1].
- Madonna col Bambino e santi, polyptyque en tempera et or sur bois, Convento di San Michele Arcangelo di Cortona[2].

## Sources
- (it) Cet article est partiellement ou en totalité issu de l’article de Wikipédia en italien intitulé « Primo maestro di Lecceto » (voir la liste des auteurs).